# Toft, Cambridgeshire
Toft är en ort och civil parish i Storbritannien.   Den ligger i distriktet South Cambridgeshire i grevskapet Cambridgeshire i riksdelen England, i den sydöstra delen av landet, 80 km norr om huvudstaden London. Toft ligger 41 meter över havet och antalet invånare är 583.
Terrängen runt Toft är platt, och sluttar österut. Runt Toft är det ganska tätbefolkat, med 149 invånare per kvadratkilometer. Närmaste större samhälle är Cambridge, 8,9 km öster om Toft. Trakten runt Toft består till största delen av jordbruksmark.